# کارلوس آلکاراز (بازیکن فوتبال)
کارلوس آلکاراز (انگلیسی: Carlos Alcaraz؛ زادهٔ ۳۰ نوامبر ۲۰۰۲) بازیکن فوتبال اهل آرژانتین است.
از باشگاه‌هایی که در آن بازی کرده‌است می‌توان به باشگاه فوتبال راسینگ کلوب آویاندا اشاره کرد.